# Levi Cadogan
Pour les articles homonymes, voir Cadogan.
Levi Asher Cadogan (né le 8 novembre 1995) est un athlète de la Barbade, spécialiste du sprint.
Il remporte la médaille d'argent, à égalité de temps avec le vainqueur, lors des Jeux d'Amérique centrale et des Caraïbes de 2014 à Xalapa et termine 4e des Championnats du monde juniors 2014 à Eugene.
Il est détenteur du record national du relais 4 x 100 m, obtenu lors des Championnats du monde à Moscou, en terminant 4e en série avec Andrew Hinds, lui, Shane Brathwaite, Ramon Gittens. Lors des relais mondiaux 2014, il bat également le record national du relais 4 x 200 m, avec Ramon Gittens, Andrew Hinds et Fallon Forde, en 1 min 21 s 88.
À Nassau, lors des relais mondiaux, il porte avec ses coéquipiers le record national du relais 4 x 100 m à 38 s 85, ce qui ne permet pas à la Barbade de se qualifier pour la finale. Il améliore ce record en finale B en 38 s 70, avec Ramon Gittens, Nicholas Deshong et Mario Burke. Il bat à nouveau ce record lors des Jeux panaméricains à Toronto, puis lors des Championnats NACAC 2015 il bat à nouveau le record du relais 4 x 100 m de la Barbade en 38 s 55 avec ses coéquipiers Nicholas Deshong, Burkheart Ellis et Ramon Gittens.